# Montégut-Lauragais
Montégut-Lauragais település Franciaországban, Haute-Garonne megyében. Lakosainak száma 407 fő (2022. január 1.). Montégut-Lauragais Nogaret, Revel, Roumens, Saint-Félix-Lauragais és Saint-Julia községekkel határos.

## Népesség
A település népességének változása:
| Lakosok száma | 296  | 342  | 342  | 434  | 475  | 467  | 442  | 423  | 418  | 407  |
|               | 1968 | 1982 | 1990 | 2006 | 2013 | 2015 | 2017 | 2019 | 2020 | 2022 |